# Grover Cleveland Alexander
Pour les articles homonymes, voir Alexander et Cleveland (homonymie).
Ne doit pas être confondu avec Grover Cleveland.
Grover Cleveland Alexander (né le 26 février 1887 à Elba, Nebraska, décédé le 4 novembre 1950 à St.Paul, Nebraska) était un joueur de baseball américain de la Ligue majeure de baseball. Il a joué entre 1911 et 1930. Pendant sa première saison avec les Phillies de Philadelphie, il a gagné 28 parties, le meilleur total pour une recrue depuis 1900. En 7 saisons avec les Phillies, il a gagné 190 parties pour 78 perdues. Il n'a joué que 3 parties en 1918 à cause de son service militaire lors de la Première Guerre mondiale après laquelle il a commencé à boire de plus en plus souvent.
Après la guerre, il est transféré aux Cubs de Chicago avec qui il gagne 118 parties. Il fut acquis par les Cardinals de Saint-Louis en 1926 avec qui il a remporté sa 300e victoire. Les Cardinals se sont qualifiés pour la Série mondiale cette même année, et Alexander a lancé deux parties complètes pour deux victoires, avant d'entrer au 7e match comme lanceur de relève pendant la 7e manche. Il a terminé la partie sans permettre aucun point et les Cardinals ont gagné la partie 3 points à 2. Il a gagné 21 parties en 1927 et 16 parties en 1928 avant de prendre sa retraite des Ligues majeures en 1930 avec 373 victoires en 20 saisons.
Historiquement, il est classé 3e pour les victoires (ex aequo Christy Mathewson) 10e pour les manches lancées et 2e pour les blanchissages. Ses 90 blanchissage sont également le meilleur total de la Ligue nationale. Il fut aussi relativement capable comme frappeur, avec une moyenne de 0,209, 163 points produits et 154 points comptés.